# Libros en dominio público

Símbolo, sin reconocimiento legal, utilizado para indicar que una obra está en el dominio público.

Los libros en dominio público son todos los libros escritos y creados sin ningún tipo de licencia o escritos bajo licencias de dominio público, también lo son los libros que nunca han estado bajo derechos de autor, los que en los derechos de autor han expirado o se ha perdido el derecho.

## Audiolibros de dominio público
Además de los libros que escritos bajo licencia de dominio público existe otra modalidad de libros, los audiolibros, el proyecto LibriVox y Osleounlibro están dedicados a la digitalización de libros en dominio público en forma de audiolibros para poder ser escuchados por personas con discapacidades visuales o para ser escuchados cuando no se cuenta con un libro o lector electrónico disponible.

## Acceso y descarga
Los libros que pertenecen al dominio público pueden ser copiados, editados, descargados, impresos compartidos, vendidos, leídos en formas analógicas o digitales en computadoras o e-readers sin ningún tipo de restricción. Están disponibles en diversos sitios web en internet.
En 1971 Michael Hart lanzó el Proyecto Gutenberg para digitalizar y preservar todos los libros que pertenecen al dominio público, inicialmente funcionó sobre Arpanet y posteriormente sobre internet. En 1996 Brewster Kahle lanzó Internet Archive para preservar libros, música y películas e incluso sitios web. En 2001 Jimmy Wales y Larry Sanger lanzaron Wikipedia y en 2003 lanzaron Wikisource. En 2005 Hugh McGuire inició el proyecto LibriVox, un sitio para crear y compartir audiolibros. 
Hay muchos países e incluso continentes que han dado los primeros pasos para permitir el acceso a la ciencia y la cultura, uno de ellos es la Unión Europea que en 2008 lanzó la biblioteca en línea Europeana que cuenta con millones de libros, fotografías, audios, canciones y películas.